# Jack Devilliers
 (février 2014).
Si vous disposez d'ouvrages ou d'articles de référence ou si vous connaissez des sites web de qualité traitant du thème abordé ici, merci de compléter l'article en donnant les références utiles à sa vérifiabilité et en les liant à la section « Notes et références ».
Jack Devilliers, né Jacky Marie André Léon Devilliers le 25 novembre 1944 à Levier (Doubs) et mort le  5 juin 2004 dans le 12e arrondissement de Paris,, est un sculpteur français.

## Biographie
Sculpteur hédoniste–libertin, formé à l'ébénisterie (premier atelier situé rue de Charonne), facétieux, ses œuvres sont empreintes de sensualité mystique et érotique. Sa première œuvre dans la sculpture du bois, La Porte d’Éros, représente l’arbre de la vie. Il se mit ensuite à sculpter la pierre de Lavoux.
Il puise son inspiration dans sa sexualité fantasmatique. Admirateur de Michel-Ange (les Esclaves) et Rodin pour leur travail sur la puissance des mains.
Pour se perfectionner, il suivit des cours de dessin avec Mac Avoy (éloge de 1979). Puis, fatigué par la maladie, il travailla le bronze et il termina sa vie par la peinture.

## Musées
- Musée Édith Piaf à Paris
- Musée d'art contemporain à Fontainebleau
- Musée contemporain de Chaumont (Yonne)
- Musée de l'archerie à Crépy-en-Valois

## Commandes officielles, sculptures publiques
- Paris : Édith Piaf, monument commémoratif en bronze, place Édith-Piaf
- Paris : L'Artisan du faubourg, 18 passage de la Main-d'Or
- Santeny-Marolles-en-brie (Val-de-Marne), Ministère de l’Éducation nationale : L'Éveil à la vie, Collège Georges Brassens
- Castelnaudary (Aude), Ministère de la Défense : Le Légionnaire bâtisseur
- Espelkamp (Allemagne) : Gloire à Mercure

## Collections particulières
Paris, Genève, New York, Belgique, Liban, Monaco, Portugal, Allemagne, Espagne, Colorado, San Francisco.
- Et Dieu créa l'homme
- Fusion
- Gloire à Mercure
- La Féline
- Homme félin
- Arlequin
- Christus
- La Star ou la Vanité
- Le Gisant
- Le Fantôme lubrique
- Le Sculpteur
- Le Toréador
- Le Légionnaire bâtisseur
- Les Amants
- Saint Sébastien
- Naissance

## Prix et distinctions
- Croix du mérite et du dévouement français.
- Médaillé de la Société d'encouragement au progrès.
- Grand Prix fondation d'entreprise Ricard.
- Grand Prix Rubens de Belgique.
- Sociétaire des Artistes indépendants.
- Sociétaire du Salon d'automne.
- Député de la République de Montmartre.
- Médaille de Rodin.

## Expositions personnelles
- 1989 : Galerie Caplain Matignon, 29 avenue Matignon, 75008 Paris
- 1995 : Galerie Sésame, 5 rue Saint-Jean, Lyon
- François Eon - "Jack Devilliers- Sculptures" - Les Annonces de la Seine, n°36, 11 mai 1989